# Ptychococcus
Ptychococcus es un género con dos especies de plantas con flores perteneciente a la familia  de las palmeras (Arecaceae).  Están estrechamente relacionadas con el género Ptychosperma, sólo diferenciados por la forma de sus semillas y la forma del endocarpio.

## Distribución y hábitat
Es originario de Nueva Guinea y las Islas Salomón donde se encuentran en una variedad de entornos y en diferentes alturas. Crece en zonas rocosas o montañosas en la selva tropical, en el bosque tropical de tierras bajas, y junto a los ríos, no son especialmente  exigentes para el tipo de suelo. P. lepidotus  crece a una altitud de 3000 m s. n. m., sin necesitar las condiciones tropicales.

## Descripción
Los troncos crecen hasta 15 metros de altura, por lo general no sobrepasa los 25 cm de diámetro. 
La hoja es pinnada con vainas largas, generalmente se encuentra cubierto de escamas y pelos, tiene un corto pecíolo.  El raquis es aplanado en la parte inferior y también  peludo. Los inusuales foliolos están  plegados y dentados, torciéndose hacia arriba en su mitad inferior.  Cada foliolo también tiene escalas y un nervio medio tomentoso.
La inflorescencia emerge por debajo de la corona, es rígida, horizontal, y ramificada con un pedúnculo corto y grueso.
Las flores masculinas son más o menos asimétricas y llevan tres sépalos y tres escamosos pétalos. Puede haber hasta un máximo de 100 estambres con filamentos cortos y alargados. Las flores femeninas son pequeñas, ovoides, y, en ocasiones, peludas, los sépalos y pétalos están imbricados, este último con escalas. Tiene tres estaminodios unidos formando una pequeña taza, el gineceo es ovoide y uniovulado, el estigma que es pendular tiene tres lóbulos. El fruto tiene forma de huevo, dividido en segmentos lobulados cuando se  seca ,al madurar cambia al color naranja o rojo.  El epicarpio es fibroso, el mesocarpio carnoso con  cinco lóbulos de semillas.

## Cultivo y usos
Sólo P. paradoxus se cultiva con regularidad, aunque es relativamente poco frecuente. Necesita cuidarle del frío, drenar rápidamente el suelo y grandes cantidades de agua. En  Nueva Guinea, los troncos de P. lepidotus a se utilizan en la construcción o cortadas en tiras de 2 metros y tallada para arcos, las piezas más pequeñas  para las flechas.

## Taxonomía
El género fue descrita por  Odoardo Beccari  y publicado en Annales du Jardin Botanique de Buitenzorg 2: 100. 1885.
Etimología
Ptychococcus: nombre genérico que es una combinación de dos palabras derivadas del griego para "tapa" y del latín para "baya".

## Especies
- Ptychococcus lepidotus H.E.Moore (1965).
- Ptychococcus paradoxus (Scheff.) Becc. (1885).